# Antimoniure d'indium
L'antimoniure d'indium (InSb) est un composé semi-conducteur III-V constitué d'antimoine et d'indium. C'est un composé à gap étroit utilisé comme détecteur infrarouge, notamment en imagerie thermique, systèmes FLIR, dans les systèmes de guidage autodirecteur infrarouge et en astronomie infrarouge. Les détecteurs à base d'antimoniure d'indium sont sensibles aux longueurs d'onde comprises entre 1  et   5 μm.

## Histoire
Le composé intermétallique a été signalé pour la première fois par Liu et Peretti en 1951, qui ont donné sa plage d'homogénéité, son type de structure et son paramètre cristallin. Des lingots polycristallins d'InSb ont été préparés par Heinrich Welker en 1952, bien qu'ils ne soient pas très purs par rapport aux normes actuelles des semi-conducteurs. Welker était intéressé par l'étude systématique des propriétés semi-conductrices des composés III-V. Il a remarqué que l'InSb semblait avoir une petite bande interdite directe et une mobilité électronique très élevée. Les cristaux d'InSb ont été produits par refroidissement lent à partir d'un liquide fondu au moins depuis 1954.

## Structure
L'antimoniure d'indium possède comme la plupart des semi-conducteurs III-V (GaAs, InAs, etc.) une structure de type « blende », c'est-à-dire deux mailles cubiques faces centrées (cfc) de chacun des deux composants, imbriquées et décalées d'un vecteur (1/4;1/4;1/4), ou d'un autre point de vue, une maille cfc de l'un des constituants dont quatre des huit sites tétraédriques sont occupés par l'autre constituant. Il possède donc une géométrie tétragonale où chaque ion indium est lié à quatre ions antimoniure, et vice-versa.
Son paramètre de maille est de 0,648 nm.

## Propriétés
L'antimoniure d'indium a une apparence métallique gris foncé, ou de poudre avec un éclat vitreux. Au-dessus de 500 °C, il fond et se décompose, libérant des vapeurs d'oxyde d'antimoine.
C'est un semi-conducteur à gap étroit, 0,17 eV à 300 K et 0,23 eV à 80 K,. 
Non-dopé, InSb possède la plus grande mobilité électronique à température ambiante (78 000 cm2·V-1·s-1), la plus grande vitesse de dérive d'électron, et la plus grande longueur balistique (jusqu'à 0,7 μm à 300 K) de tous les semi-conducteurs connus, à l'exception possible des nanotubes de carbone.

## Fabrication
L'InSb monocristallin peut être produit par solidification à partir de l'état liquide (procédé de Czochralski), ou par  épitaxie, notamment par épitaxie en phase liquide (LPE), hot wall epitaxy ou épitaxie par jet moléculaire (MBE). Il peut également être obtenu à partir de composés organométalliques par MOVPE.

## Utilisation
L'antimoniure d'indium de par son gap étroit a des utilisations similaires à celles du HgCdTe et du PtSi.
Les détecteurs de type photodiode à base d'antimoniure d'indium sont photovoltaïques, générant du courant lorsqu'exposés à un rayonnement infrarouge. L'efficacité quantique de InSb est de 100 % mais dépend de son épaisseur pour les photons à énergie proche du gap.
Comme tous les matériaux à gap étroit, les détecteurs à InSb requièrent des recalibrations périodiques, augmentant la complexité des systèmes d'imagerie les utilisant. Ces recalibrations sont d'autant plus nécessaires dans les cas où une sensibilité extrême est requise, comme dans les systèmes d'imagerie thermiques militaires à longue portée. 
Comme tous les dispositifs détecteurs d'infrarouge à photodiode, les détecteurs à InSb requièrent un système de refroidissement, car ils opèrent à température cryogénique (typiquement à 80 K en utilisant de l'azote liquide). De grande matrices (jusqu'à 2048x2048 pixels) sont disponibles. 
Il est possible de créer des puits quantiques (QW) en insérant une couche d'antimoniure d'indium entre deux couches d'antimoniure d'aluminium-indium (AlInSb). Cette approche est étudiée dans la fabrication de transistors ultra-rapides.
Des transistors bipolaires à base d'antimoniure d'indium opérant à des fréquences jusqu'à 85 GHz ont été produits à la fin des années 1990 ; plus récemment, Intel et QinetiQ ont annoncé avoir produit des transistors à effet de champ (FET) à base d'antimoniure d'indium opérant au-dessus de 200 GHz. Certains modèles prévoient qu'il est possible d'obtenir des fréquences térahertz avec ce matériau. 
Un autre aspect intéressant est que les dispositifs à base d'antimoniure d'indium sont capables de fonctionner à des tensions inférieures à 0,5 V.